# Aliscireno
O aliscireno ou alisquireno, também conhecido pelos nomes comerciais Rasilez e Tekturna,  é um medicamento utilizado pela medicina como anti-hipertensivo. Foi aprovado para comercialização em janeiro de 2008. É tambem encontrado em associação com hidroclorotiazida, um diurético tiazídico, recebendo o nome comercial de Rasilez HCT. A associação tem tempo de ação efetiva de aproximadamente 24 horas.

## Propriedades
Pertence ao grupo dos medicamentos inibidores da renina.

## Mecanismo de ação
O aliscireno promove um bloqueio do sítio catalítico da renina. A renina é uma enzima altamente específica. Seu único substrato conhecido é o angiotensinogênio. O aliscireno impede a clivagem do angiotensinogênio e a produção de angiotensina I. Ocorre uma diminuição da atividade plasmática da renina, ou seja de sua função catalítica, mas existe um aumento da massa de renina circulante.

## Metabolismo
A absorção do alisquireno é de menos de 3% de sua dose quando admnistrado por via oral. Com esta via de administração menos de 1% da dose oral tem excreção renal. Quando administrado por via endovenosa, menos de 10% é eliminado por via renal, sendo na maior parte inalterado (não metabolizado). A principal via de eliminação é biliar, sendo igualmente em sua maioria alisquireno inalterado.  A metabolização, que é de pouca monta, se dá pelo citocromo P450 3A4, formando um produto O-demetilado.

## Interação medicamentosas
Não existe interação significativa com drogas como cimetidina, warfarina, lovastatina, celecoxib, e atenolol.